# بارش شهابی برساوشی

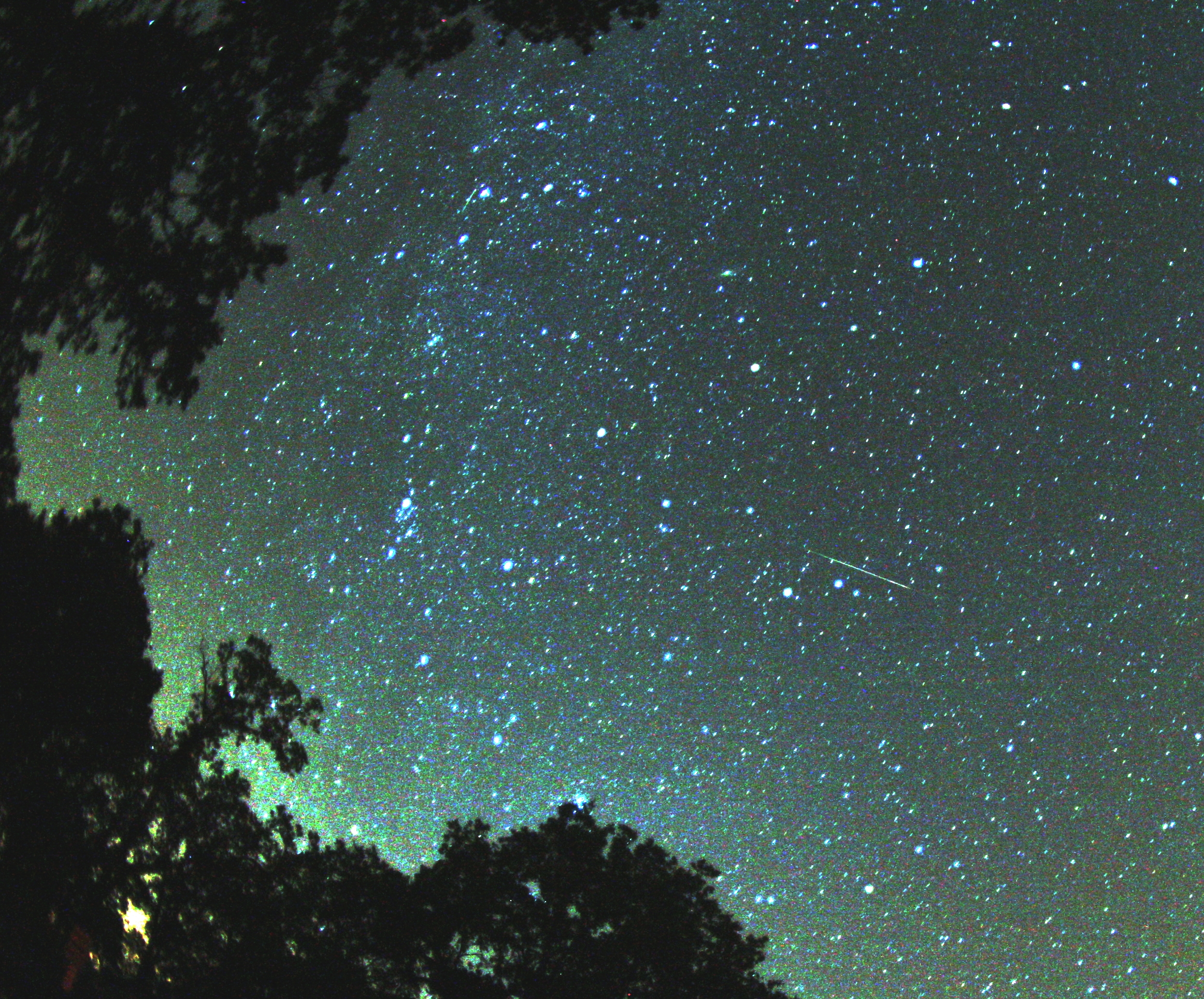
یک شهاب برساوشی در سال ۲۰۰۷

بارش شهابی بَرساوُشی یکی از مهم‌ترین بارش‌های شهابی سالیانه است. بیشینهٔ نرخ ساعتی سرسویی این بارش غالباً در حدود ۱۰۰ است. این بارش شهابی از تودهٔ ذرّات برجای‌مانده از دنباله‌دار سوئیفت‌تاتل به وجود می‌آید و معمولاً از بیست و هفتم تیر تا سوم شهریور (بیش از یک ماه) فعّال است که بازهٔ زمانی بلندی برای بارش شهابی به‌شمار می‌آید.
اوج این بارش شهابی معمولاً هرساله در حدود بیست و دوم مرداد روی‌می‌دهد. کانون این بارش در ناحیه صورت فلکی برساوش و در نزدیکی مرز آن با ناحیه صورت فلکی ذات‌الکرسی واقع شده‌است، به همین دلیل است که به آن بارش شهابی برساوشی می‌گویند.
یکی از بهترین مراکز رصد نجومی و مشاهده بارش شهابی در ایران کویر بشرویه است که همه ساله جشنواره «شهاب باران بر ساوشی» در ایام شهاب باران در این شهرستان بشرویه برگزار میشود و این جشنواره در تقویم رویدادهای گردشگری جمهوری اسلامی ایران با شماره ۱۰۲۰۹۳۷۵ به ثبت رسیده است.
در گواهینامه ثبت رویداد فوق آمده است: "رویداد گردشگری « جشنواره شهاب باران برساوشی » واقع در شهرستان بشرویه (خراسان جنوبی) که هر ساله در بازه زمانی بیست و یکم مرداد ماه الی بیست و دوم مرداد ماه برگزار میگردد در تاریخ ۱۴۰۲/۰۶/۱۹ و با شماره ۱۰۲۰۹۳۷۵ ، در سطح «محلی» در «فهرست رویدادهای گردشگری جمهوری اسلامی ایران به ثبت رسیده است."
| سال  | دورهٔ فعّالیّت        | اوج بارش                                                 |
| ---- | ------------------ | -------------------------------------------------------- |
| ۱۳۹۷ | ۲۷ تیر تا ۳ شهریور | ۲۲ مرداد (ZHRmax ۶۰)                                     |
| ۱۳۹۶ | ۲۷ تیر تا ۳ شهریور | ۲۲ مرداد (ZHRmax)                                        |
| ۱۳۹۵ | ۲۷ تیر تا ۳ شهریور | ۲۲ مرداد (ZHRmax ۱۵۰)                                    |
| ۱۳۹۴ | ۲۷ تیر تا ۳ شهریور | ۲۲ مرداد (ZHRmax ۹۵)\|-                                  |
| ۱۳۹۳ | ۲۷ تیر تا ۳ شهریور | ۲۲ مرداد (ZHRmax ۶۸) ماه کامل در ۱۹ مرداد                |
| ۱۳۹۲ | ۲۷ تیر تا ۳ شهریور | ۲۲ مرداد (ZHRmax ۱۰۹)                                    |
| ۱۳۹۱ | ۲۷ تیر تا ۳ شهریور | ۲۲ مرداد (ZHRmax ۱۲۲)                                    |
| ۱۳۹۰ | ۲۷ تیر تا ۳ شهریور | ۲۲ مرداد (ZHRmax ۱۰۰)                                    |
| ۱۳۸۹ | ۲۷ تیر تا ۳ شهریور | ۲۲ مرداد (ZHRmax ۱۴۲)                                    |
| ۱۳۸۸ | ۲۷ تیر تا ۳ شهریور | ۲۲ مرداد (ZHRmax ۱۷۳)                                    |
| ۱۳۸۷ | ۲۷ تیر تا ۳ شهریور | ۲۲ مرداد (ZHRmax ۱۱۶)                                    |
| ۱۳۸۶ | ۲۷ تیر تا ۳ شهریور | ۲۲ مرداد (ZHRmax ۹۳)                                     |
| ۱۳۵۱ | ۲۷ تیر تا ۳ شهریور | ۲۲ مرداد: پربارترین بارش شهابیِ بَرساوُشی در تاریخ مدوّن بشر |

## ریشه‌شناسی
این نام از کلمه پرسیدای (به یونانی: Περσείδαι)، پسران پرسئوس در اساطیر یونان گرفته شده‌است.